# Assedio di Naisso (443)
L'assedio  di  Naisso è stato un evento bellico del 443 che vide contrapposti gli eserciti unni e la città bizantina Naisso. La città fu distrutta dagli invasori.
Non abbiamo sufficienti fonti, ma ci è stato tramandato come una delle tante vittorie di Attila. Intervenne per la prima volta il diplomatico Vigilas.
La città di Naissus in Dacia Mediterranea, luogo di nascita di Costantino il Grande, fu una delle vittime dell'esercito di Attila nel 443. Sebbene non addestrate alla guerra d'assedio, le truppe unne con arieti e altre macchine d'assedio fecero breccia in Naissus anche con i difensori che sparavano dardi e lanciando pietre contro gli aggressori.
L'assedio significò desolazione per Naissus anche dopo sei anni, come nel racconto storico di Prisco. Il documento documentava anche come le rive intorno alla città fossero piene di ossa.